# Okolica ciemieniowa
Okolica ciemieniowa (łac. regio parietalis) – w anatomii człowieka nieparzysta, położona pośrodkowo okolica głowy.
Okolica ciemieniowa ma kształt nieregularny, w przybliżeniu trapezowy. Od przodu graniczy z okolicą czołową; od boków – z okolicami skroniowymi oraz – w zależności od kształtu okolicy skroniowej – może graniczyć z okolicami sutkowymi; od tyłu – z okolicą potyliczną.